# Orló
Orló (szlovákul: Orlov, ukránul Orlov) község Szlovákiában, az Eperjesi kerület Ólublói járásában.

## Fekvése
Ólublótól közúton 23 km-re keletre, a Poprád partján fekszik.

## Története
1349-ben „Orlou” néven említik először. A 14. századtól a 16. századig a palocsai uradalomhoz tartozott. A közepes nagyságú falvak közé számított, 1427-ben 26 portát számlált. Az 1560-as években a vlach jog alapján ruszinokat telepítettek ide. 1787-ben 61 portája volt.
A 18. század végén Vályi András így ír róla: „ORLÓ. Orosz falu Sáros Várm. földes Ura B. Palocsay Uraság, lakosai külömbfélék, fekszik Poprád vize mellett, Palocsának szomszédságában, mellynek filiája, földgyének fele középtermékenységű, jó lent is termesztenek, réttye kétszer kaszáltatik, fája van mind a’ két féle.”
1828-ban 70 háza állt.
Fényes Elek 1851-ben kiadott geográfiai szótárában így ír a faluról: „Orló, orosz falu, Sáros vmegyében, a Poprád mellett, Palocsához északra 3/4 mfdnyire: 20 romai, 547 görög kath. lak. Görög kath. paroch. templom. Lent termeszt, juhot tenyészt; fenyvese van. F. u. b. Palocsay. Ut. p. Bártfa.”
1873-tól vasútvonal köti össze Eperjessel. A trianoni diktátum előtt Sáros vármegye Héthársi járásához tartozott.
A második világháború alatt a környéken súlyos partizánharcok  folytak. A németek a lakosságot a Poprádra való kiköltözésre szólították fel, ők azonban a környező hegyekbe menekültek. A németek felrobbantották a vasutat és a Poprád-folyó hídjait. Fel akarták gyújtani a falu házait is, de végül csak három ház égett le, azonban sok súlyosan megrongálódott. A lakosok csak a szovjet hadsereggel tértek vissza a faluba.
1958-ban a Poprád kilépett medréből és a települést súlyos árvíz pusztította.

## Népessége
| Év:            | 1994. | 2004.   | 2014.    | 2024.   |
| -------------- | ----- | ------- | -------- | ------- |
| Emberek száma: | 798   | 763     | 646      | 600     |
| Eltérés:       |       | -4,38 % | -15,33 % | -7,12 % |

| Év:            | 2023. | 2024.   |
| -------------- | ----- | ------- |
| Emberek száma: | 598   | 600     |
| Eltérés:       |       | +0,33 % |

1910-ben 750, túlnyomórészt ruszin lakosa volt.
2001-ben 791 lakosából 709 szlovák és 71 ruszin volt.
2011-ben 692 lakosából 599 szlovák és 81 ruszin.

## Nevezetességei
- Görögkatolikus temploma 1891-ben épült, 1913-ban és 1970-ben megújították.